# Андон Анастасов
Андон Анастасов е български просветен деец от ранното Българско възраждане в Източна Македония.

## Биография
Роден е в светиврачкото село Лешница в 1837 година. Получава отлично образование в Сярското гръцко училище, където получава добра езикова и литературна подготовка и възприема просвещенските идеи. Връща се в Светиврачко, става свещеник и в 1865 година отваря килийно училище в село Белевехчево. Първоначално училището често сменя сградите си, докато накрая се установява в къщата на Андон Анастасов. Анастасов реформира килийното образование - преподава на български по гръцки книги, преведени от самия него, като използва гръцката писменост. Училището му става много известно и в него идват богати деца от Свети Врач, Горни Орман, Долни Орман, Дебрене, Голем Цалим, Малки Цалим, Лески. Възпитателните методи на поп Андон са много строги. Училището просъществува до 1873 година.
Поп Андон умира в 1920 година.